# Рана фото-хемијска открића
Рана фото-хемијска открића су део историје развоја фотографије, као поступка, јер се односе на проналазак једињења и објашњавање особина сребрних соли осетљивих на дејство светлости. Углавном се везују за открића дејства светлости на соли сребра у XVII и XVIII веку.

## Сребро-нитрат
Много пре него што су неке материје, на пример, металне соли, или раствор јудејског битумена у уљу лаванде – употребљене у пионирским временима фотографије, постојала су сазнања о различитим манифестацијама светлости и њеном утицају на материје из природе. Људи су запажали да расечен кромпир, или јабука, потамне ако се неко време изложе светлости, да биљке усмеравају цвеће и лишће према извору светлости, или да сунцокрет прати кретање Сунца – појава позната као фототаксија. 
У средњовековном периоду било је добро познато дејство сребро-нитрата као оксидационог средства које је таложило сребро црне боје. Један од практично изведених облика, назван лунарни каустик, или паклени камен (лат. lapis infernalis), служио је за спаљивање брадавица. Сребро-нитрат растворен у води, у којој је лако топљив, мењао је боју на светлости, па је то својство коришћено за писање по пергаменту или тканини. 
Почетком 13. века доминикански монах и алхемичар Алберт Велики, проучавајући Аристотелова дела према преводима арапских писаца, испитивао је дејство киселина на сребро и уочио стварање сребрних соли. После Гутенберговог проналаска штампе (око 1455), у књигама за забаву било је текстова у којима се способност сребро-нитрата да поцрни на светлости користи као једна од необичних вештина за доконе. Међутим, све је остало само на запажању, без подробнијег истраживања узрока. Век и по пре него што је дошло до научно обликованих извештаја о утицају светлости на соли сребра, такве књиге биле су доступне читаоцима широм Европе. 
Историја науке бележи да је Ирац Роберт Бојл први описао хемијске реакције и резултате промена на материји приликом коришћења металних соли, у делу Experimenta et considerationes de coloribus (О бојама, опити и посматрања), 1663. Међу супстанцама које је користио налазио се и сребро-хлорид. Оксидацију (промену боје, тј. зацрњење) коју је запазио, Бојл је доводио у везу са светлошћу и ваздухом. Три деценије доцније, 1694. Немац Вилхелм Хо презентовао је Академији наука у Паризу извештај о промени боје на сребру. Зацрњење је настајало као резултат акције азотне киселине на сребро.

## Соли гвожђа
Осетљивост соли гвожђа на светлост била је позната Алексеју Петровичу Бестужев-Рјумину, дипломати од каријере, који је као изасланик Петра Великог у Данској слободно време проводио бавећи се алхемијским експериментима. У некој прилици је начинио тамножути раствор у намери да направи лек за неку непознату нервну болест, а течност је назвао tinctura tonico-nervina (доцније у народу популаран лек, и познат као Бестужеве капљице). Та течност је имала необичну особину да потамни кад се изложи јакој светлости. Испоставило се да је Бестужев несвесно учинио важно откриће: доказао је утицај светлости на соли гвожђа. 

## Скотофор уместо фосфора
Први свесно усмерени експерименти, обележени неком врстом полунаучног приступа, јављају се почетком 17. века. Све светске историје фотографије помињу откриће из године 1725. године, којим је немачки природњак Јохан Шулце, испитујући феномен фосфоресценције, доказао утицај светлости на сребрне соли. Испрва је Шулце желео да постигне нешто сасвим друго – покушавао је да добије фосфор! Радећи у лабораторији неутрализовао је креду азотном киселином у којој се случајно затекло и нешто сребрног праха. Како је изводио експерименте поред отвореног прозора, изненадио се кад је видео да се мешавина на оној страни посуде која је директно изложена светлости обојила пурпурно, а супротна страна, заштићена од директне светлости, остала је бела. Знајући за опште (али погрешно!) мишљење дотадашње науке да је топлота један од узрока промена на металним солима, Шулце је поновио експеримент поред ватре, али креда није променила боју. Најзад је покрио посуду тамном хартијом на којој је изрезао неколико слова. У његовим белешкама је записано:
"Ускоро сам нашао да су сунчеви зраци, на оној страни на којој су додирнули стакло кроз прорезе у хартији, исписали слова на талогу креде толико тачно и јасно да су многи људи, којима сам то показао, били наведени да резултат припишу свим могућим триковима“.
Шулце је, на тај начин, први на свету створио фотограм – слику узету фотографским средствима али без фото-апарата. Своја посматрања он је објавио годину дана доцније, 1727. у извештајима Краљевске академије у Нирнбергу, под шаљивим насловом Scotophorus pro Phosphoro Inventus (Открио скотофор уместо фосфора). Другим речима, покушавајући да произведе „носиоца светлости“ – фосфор, Шулце је открио „носиоца мрака“ – скотофор! Италијан Ђовани Батиста Бекарија, мада професор физике на универзитету у Торину, по свему судећи није сазнао за Шулцеова открића ни тридесет година доцније. Јер да јесте, било би необично да доказује нешто што је већ доказано. Бекарија је стрпљиво истраживао и, коначно, 1757. објавио своје огледе са сребро-хлоридом, у којима је само потврдио Шулцеове налазе, то јест да оксидацију не узрокује топлота већ светлост.
Даље се чинило све јасније, вести су се брзо шириле, па је једна стручна расправа, објављена у енглеском Краљевском друштву, променила ток ствари. Посао који је започео Шулце, наставио Бекарија, добио је завршни, и са научног становишта прихватљив, облик у делу које је 1772. публиковао Џозеф Пристли. Тиме је постављен темељ, и дат први озбиљан опис хемијске реакције коју на неорганској материји изазива светлост.

## Машта помаже науци
Вероватно су многи корисници камере опскуре сањали о поступку који би им омогућио да заувек задрже пројектовану слику уз помоћ одговарајућих хемијских средстава. Још 1760. године француски писац Тифењ де ла Рош у научно-фантастичном делу „Giphantie“ (што је анаграм пишчевог имена Tiphaigne), описао је такве своје жеље, то јест како би било кад би успео да трајно задржи одразе са огледала, и да ствара слике без помоћи уметникове оловке. Пишући неком свом измишљеном пријатељу он визионарски наговештава:
"Знаш да светлосни зраци, када се одбију од разних тела, формирају слику, и одбијену представу одсликавају на свим углачаним површинама, рецимо на мрежњачи ока, на води, и на стаклу. Праисконски духови су се трудили да задрже те немирне слике; начинили су фину, врло вискозну материју која се брзо суши и очвршћава и којом се слика ствара за трен ока. Они овом материјом превуку комад платна, и држе га испред предмета које желе да насликају. Први ефект на том платну је сличан ефекту огледала; ту се виде сви предмети... Ово утискивање слике је тренутно, и платно се одмах односи на неко мрачно место. Један сат касније отисак је сув, и имаш слику која је тим вреднија што је уметност не може подражавати нити је време може уништити..."

## Фотометријска испитивања сребрних соли
Проширујући посматрања претходника, изузетан допринос дао је шведски хемичар Карл Вилхелм Шеле. Он је најпре изложио каталог свих, до тада знаних, експеримената са хлоридом сребра, уз подробне научне описе. Затим је, користећи се већ познатим Њутновим открићем спектралног раздвајања светлости, на папиру посутом прахом сребрног хлорида пројектовао сунчеву светлост кроз призму. Уочио је да различите боје спектра изазивају различиту густину зацрњења, то јест, не утиче цео спектар светлости истом снагом на зацрњење сребрних соли. Први је извео потпуна фотометријска испитивања и доказао да љубичасти зраци брже утичу на тамњење сребро-хлорида него зраци других, већих таласних дужина.
Шеле је публиковао своја истраживања у дисертацији Aeris atque Ignis Examen Chemicum (Хемијска расправа о ваздуху и ватри), 1777. године. Ту је такође доказао да сребро-хлорид под дејством светлости постаје нерастворљив у амонијаку, што је доцније искоришћено у експериментима пионира фотографије (и првих дагеротиписта). Шеле није даље продубљивао ово запажање, али је дао идеју другима. Фотометријска испитивања сребрних соли касније је развио Жан Сенебије, библиотекар из Женеве, и у делу Memoires physico-chymiljues sur l´influence de la lumiere solaire (Физичко-хемијске белешке о утицају сунчеве светлости), 1782. године, објавио своје налазе о релативној брзини са којом различите боје спектра затамњују сребро-хлорид: од 15 секунди за љубичасту светлост до 20 минута за црвену. Сенебије је такође извршио значајна испитивања дејства светлости на смоле и открио да неке смоле (нпр. асфалт) после излагања светлости губе своју растворљивост у терпентину, то јест стврдњавају се. Ту појаву су већ запазили сликари и литографи.
На измаку 18. века били су познати општи принципи фото-хемијских реакција, па ипак примена хемијских открића (гледано с позиције будућег открића фотографије) је доста каснила за оптичким. Али лавина је била покренута, и други научници, или експериментатори, откривали су сличне појаве, продубљивали проблем и објављивали своје резултате. Међутим, нико од њих до почетка наредног, 19. века, није усмерио истраживања ка спајању светлости и хемије.